# Ripley sott'acqua
Ripley sott'acqua (Ripley Under Water) è un romanzo del 1991 di Patricia Highsmith, quinto e ultimo della serie di vicende su Tom Ripley. La traduzione italiana, pubblicata da Bompiani (1993), è di Hilia Brinis.